# كوبرنيكية بيضاء
كوبرنيكية بيضاء (الاسم العلمي:Copernicia alba) هي نوع من النباتات يتبع جنس الكوبرنيكية من الفصيلة الفوفلية.